# Ptychoptera kosiensis
Ptychoptera kosiensis är en tvåvingeart som beskrevs av Elisabeth K. Stuckenberg 1983. Ptychoptera kosiensis ingår i släktet Ptychoptera och familjen glansmyggor. Inga underarter finns listade i Catalogue of Life.